# Ungheni (Mureș)
Ungheni (ungarsk: Nyárádtő ungarsk udtale: [ˈɲaːraːttøːttøː]; tysk: Nyaradfluß) er en by i  distriktet Mureș  i Transsylvanien, Rumænien. Byen har 7.007 (2021) indbyggere. Indtil 1925 var dens rumænske navn Nirașteu.
Byen administrerer seks landsbyer:
- Cerghid (Nagycserged)
- Cerghizel (Kiscserged)
- Morești (Malomfalva)
- Recea (Recsa)
- Șăușa (Sóspatak)
- Vidrasău (Vidrátszeg)

## Sted
Ungheni ligger 10,6 km fra distriktshovedstaden Târgu Mureș, 42,2 km fra Reghin og 99,6 km  fra Cluj-Napoca. Târgu Mureș Internationale Lufthavn ligger i Vidrasău, 14 km sydvest for Târgu Mureș. Europavej E60 går gennem byen.

## Historie
Arkæologiske fund vidner om bebyggelse i området siden Palæolitikum og Bronzealderen. Landsbyen blev første gang nævnt i et dokument i 1264 under navnet Naradtew; på det tidspunkt hørte landsbyen til Kongeriget Ungarn. I 1601 blev Ungheni brændt ned af den østrigske general Giorgio Bastas tropper. Stedet blev også ødelagt under sammenstødene under revolutionen i 1848/1849.
Efter 1. verdenskrig blev Ungheni - ligesom resten af Transsylvanien - en del af Rumænien. Som følge af Wienerdiktatet blev stedet igen en del af Ungarn fra 1940 til 1944, på trods af det rumænske flertal, og i denne periode lå den direkte på den ungarnsk-rumænske grænse.